# Filmåret 1990

## Händelser

### Februari
- 5 februari – Guldbaggengalan hålls i Berns salonger i Stockholm.[1]

### Oktober
- 17 oktober – Internet Movie Database lanseras av Col Needham, vilket ger möjligheten att söka information om filmer på Internet.[2]

### November
- 7 november – En våldsam brand ödelägger stora delar av Universal Pictures inspelningsområde i Hollywood.[1]

## Academy Awards, Oscar: (i urval)
| Kategori                  | Vinnare                                        |
| ------------------------- | ---------------------------------------------- |
| Bästa film                | Dansar med vargar                              |
| Bästa regi                | Kevin Costner (Dansar med vargar)              |
| Bästa manliga huvudroll   | Jeremy Irons (Mysteriet von Bülow)             |
| Bästa kvinnliga huvudroll | Kathy Bates (Lida)                             |
| Bästa manliga biroll      | Joe Pesci (Maffiabröder)                       |
| Bästa kvinnliga biroll    | Whoopi Goldberg (Ghost)                        |
| Bästa utländska film      | Resan till hoppet (Reise der Hoffnung Schweiz) |

Se här för komplett lista

## Årets filmer

### Siffra (1,2,3...) eller specialtecken (@,$,?...)
- 48 timmar igen

### A - G
- Air America
- Akira Kurosawas drömmar
- Black Jack[3]
- Blankt vapen
- Cry-Baby
- Dagissnuten[4]
- Dansar med vargar[5]
- Darkman
- Days of Thunder[6]
- Den hemliga vännen
- Det
- Die Hard 2[7]
- Dick Tracy[8]
- Dödlig puls
- Edward Scissorhands
- En ängel vid mitt bord
- Ensam hemma[9]
- Farbror Joakim och Knattarna i jakten på den försvunna lampan
- Ghost[10]
- Gjutarna
- God afton, Herr Wallenberg
- Gremlins 2[11]
- Gränslots
- Gudfadern III[12]

### H - N
- Hamoun
- Hemligheten
- Hjälten
- Honungsvargar
- I en hämnares ögon
- Imse vimse spindel
- Jag skall bli Sveriges Rembrandt eller dö!
- Jakten på Röd Oktober
- Joe och vulkanen
- Kurt Olsson - filmen om mitt liv som mig själv
- Kärleksfeber
- Maffiabröder
- Miller's Crossing
- Night of the Living Dead
- Nils Karlsson Pyssling [13]
- Nya vågen

### O - U
- Pelle flyttar till Konfusenbo[13]
- Pretty Woman[14]
- Prinsar i exil
- Rocky V
- Rovdjuret 2[15]
- Tales from the Darkside: The Movie
- Teenage Mutant Ninja Turtles[16]
- Tillbaka till framtiden del III[17]
- Total Recall[18]
- Tåg till himlen
- Uppvaknanden

### V - Ö
- Werther
- Wild at Heart
- Young Guns II

## Födda
- 15 april – Emma Watson, brittisk skådespelare.
- 28 augusti – Ariel Petsonk, svensk barnskådespelare.
- 14 november – Jessie Jacobs, australisk skådespelare och sångare.

## Avlidna
- 4 januari – Henry-Thomas, 78, brittisk skådespelare.[1]
- 14 januari
  - Gordon Jackson, 66, brittisk skådespelare.[1]
  - Sten-Åke Cederhök, 76, svensk skådespelare.[1]
- 20 januari – Barbara Stanwyck, 82, amerikansk skådespelare.[1]
- 25 januari – Ava Gardner, 67, amerikansk skådespelare.[1]
- 2 februari – Lauritz Falk, svensk skådespelare.[1]
- 15 februari – Ulf Johanson, svensk skådespelare.
- 17 februari – Eric Stolpe, svensk skådespelare, revyartist, textförfattare, sångare och journalist.
- 18 februari – Tor Isedal, 65, svensk skådespelare.[1]
- 23 februari – Margareta Bergman, svensk skådespelare.
- 8 mars – Karin Kavli, 83, svensk skådespelare och teaterchef.[1]
- 10 mars – Olle Ekbladh, svensk skådespelare.
- 8 april – Bellan Roos, svensk skådespelare.
- 15 april – Greta Garbo, svensk skådespelare.
- 23 april – Paulette Goddard, 78, amerikansk skådespelare och teaterchef.[1]
- 1 maj – Yvonne Floyd, svensk manusförfattare.
- 16 maj
  - Sammy Davis Jr, 64, amerikansk underhållare, musiker och skådespelare.[1]
  - Jim Henson, 53, amerikansk dockdesigner, dockspelare, filmproducent, filmregissör och manusförfattare.[1]
- 27 maj – Gunnar "Knas" Lindkvist, svensk skådespelare och revyartist.
- 30 maj – Egil Holmsen, svensk regissör, manusförfattare, journalist, författare och skådespelare.
- 31 maj – Elsa Hofgren, svensk skådespelare.
- 2 juni – Rex Harrison, 82, brittisk skådespelare.[1]
- 3 juni – Aino Taube, svensk skådespelare.[1]
- 5 juni – Nils Brandt, finlandssvensk skådespelare.
- 19 juli – Ulf Qvarsebo, svensk skådespelare.
- 27 augusti – Tyra Ryman, svensk skådespelare.
- 28 augusti – Eva Stiberg, svensk skådespelare.
- 25 september – Wilfred Burns, brittisk kompositör som bland annat komponerat svensk filmmusik.
- 6 oktober – Märta Dorff, svensk skådespelare.
- 14 oktober – Carin Swensson, svensk skådespelare och sångerska.
- 20 oktober – Joem CCrea, 84, amerikansk skådespelare.[1]
- 27 oktober – Jacques Demy, fransk regissör.
- 9 november – Dora Söderberg, svensk skådespelare.

### Fotnoter
1. 1 2 3 4 5 6 7 8 9 10 11 12 13 14 15 16   Horisont 1990. Bertmarks
2. ↑  IMDb
3. ↑  IMDB, läst 1 mars 2012
4. ↑  IMDB, läst 1 mars 2012
5. ↑  IMDB, läst 1 mars 2012
6. ↑  IMDB, läst 1 mars 2012
7. ↑  IMDB, läst 1 mars 2012
8. ↑  IMDB, läst 1 mars 2012
9. ↑  IMDB, läst 29 februari 2012
10. ↑  IMDB, läst 1 mars 2012
11. ↑  IMDB, läst 1 mars 2012
12. ↑  IMDB, läst 1 mars 2012
13. 1 2  ”Astrid Lindgren”. http://www.astridlindgren.se/verken/filmerna/filmlista. Läst 21 mars 2011.
14. ↑  IMDB, läst 1 mars 2012
15. ↑  IMDB, läst 1 mars 2012
16. ↑  IMDB, läst 29 februari 2012
17. ↑  IMDB, läst 1 mars 2012
18. ↑  IMDB, läst 1 mars 2012